# Godzilliognomus schrami
Espèce
Godzilliognomus schrami est une espèce de rémipèdes de la famille des Godzilliidae.

## Distribution
Cette espèce est endémique des Bahamas. Elle se rencontre dans la grotte anchialine Windermere Abyss de Eleuthera.

## Description
L'holotype mesure 7,9 mm.

## Étymologie
Cette espèce est nommée en l'honneur de Frederick Schram.

## Publication originale
- Iliffe, Otten & Koenemann, 2010 : Godzilliognomus schrami, a new species of Remipedia (Crustacea) from Eleuthera, Bahamas. Zootaxa, no 2491, p. 61-68 (texte intégral).